# Endstation Glück
Endstation Glück ist ein Fernsehfilm von Karola Meeder mit Gundi Ellert, Barbara de Koy und Gudrun Landgrebe in den Hauptrollen. Das Drehbuch zum Film wurde von Nicole Walter-Lingen geschrieben. Der Film wurde am 1. April 2016 in Das Erste zur Primetime erstmals ausgestrahlt.

## Handlung
Helene hatte eigentlich für sich und ihren Mann Georg eine Weltreise geplant, sobald dieser in Pension geht. Doch Georg stirbt plötzlich einem Herzinfarkt. Er vererbt seiner Frau einen stillgelegten Bahnhof, den er ohne ihr Wissen gekauft hatte. Widerwillig freundet sie sich mit dem maroden Gebäude an und zieht mit ihren zwei Freundinnen Rosina und Luise dort ein. Allerdings wohnt dort bereits Arthur, ein ehemaliger Arbeitskollege von Georg. Er besitzt einen Mietvertrag auf Lebenszeit und zeigt sich wenig erfreut, nun Gesellschaft zu bekommen. Schnell gibt es mit ihm Streit um die Aufteilung der Räume. Auch der zunehmende Lärm im Haus ist ihm zuwider. Den Frauen ihrerseits missfällt die wenig zugängliche Art des Mannes. Doch mit der Zeit finden sie Kompromisse und sie beginnen, das Leben in Abgeschiedenheit zu lieben. Diese Stille wird „gestört“, als Luise einen weiteren Untermieter präsentiert. Joe, ein sympathischer junger Student, sucht eine Bleibe und Luise hat sich trotz ihres höheren Alters in ihn verliebt.
Arthur beginnt ein wenig „aufzutauen“, als Helene sich mehr und mehr für die Bahn zu interessieren beginnt. Er erzählt ihr sogar aus seinem Leben und wo er als Lokführer überall herumgekommen war. Beide verstehen sich von Tag zu Tag besser. Auch Luise himmelt weiter ihren Joe an, der sich allerdings mehr für Helenes Tochter Corinna interessiert. Als Luise das bemerkt, ist sie zutiefst gekränkt. Helene hat die Nase voll von den Problemchen ihrer Umgebung und beschließt, mit Arthur auf die geplante Weltreise zu gehen.

## Drehort
Gedreht wurde 2014 an der Wutachtalbahn. Neben dem Bahnhof Eberfingen sind auch Viadukte und Züge im Film zu sehen.

## Rezeption

### Einschaltquoten
Endstation Glück wurde bei der Erstausstrahlung nur von 2,76 Millionen Zuschauern verfolgt, was einen Marktanteil von 9,1 Prozent zur Folge hatte. Von den jüngeren Zuschauen schauten etwa 0,33 Millionen zu, was einen Marktanteil von 3,4 Prozent entspricht.

### Kritiken
Rainer Tittelbach von tittelbach.tv zieht folgendes Urteil zu diesem Filn: „[...] Die Handlung ist harmlos, die Dramaturgie gefällig und auch die Umsetzung durch die ‚Herzkino‘-erfahrene Karola Meeder verzichtet auf allzu große Dramatik; aber die Besetzung ist treffend und glaubwürdig, die Bilder sind schön anzuschauen und auch die anderen Gewerke machen ihre Sache gut.“
Für Kino.de urteilte Tilmann P. Gangloff: „Weil ‚Endstation Glück‘ auf echte Aufreger verzichtet, plätschert der Film ein bisschen höhepunktlos vor sich hin, selbst wenn es einige offenkundige oder unterschwellige Konflikte gibt.“ „Buch und Regie [hätten] ruhig mehr in die Tiefe […] gehen können, zumal die drei Hauptdarstellerinnen gut zu ihren Rollen passen, jederzeit glaubwürdig agieren und auch als Ensemble gut funktionieren.“
Ulrich Feld von der FNP meinte: „Die Konstellation verspricht […] einiges, zeitweise hat die Komödie aber Schwierigkeiten, ihr komisches Potential richtig umzusetzen. Manche Szenen wirken konstruiert und gewollt, aber nicht wirklich gekonnt.“ „Die Themen des Films wie Alter, Lebensumbrüche, Enttäuschung, Krankheit und Tod hat das Drehbuch dennoch nicht allzu schlecht in die Handlung eingebaut.“ Fazit: „‚Endstation Glück‘ ist durch das unausgereifte Drehbuch kein allzu großer Wurf, hinterlässt aber trotzdem einen halbwegs passablen Eindruck. In einer Schulnote ausgedrückt: Es reicht noch zur Drei.“